# 23. horská divize SS „Kama“ (2. chorvatská)
23. Waffen-Gebirgs Division der SS „Kama“ (kroatische Nr. 2) byla divize, která náležela do Waffen-SS. Byla založena na základě rozkazu Adolfa Hitlera ze dne 17. června 1944. Mužstvo tvořili noví rekruti z Chorvatska (většinou Bosňáci). Menší množství německých a chorvatských důstojníků bylo do divize převeleno z 13. Waffen-Gebirgs Division der SS „Handschar“ (kroatische Nr. 1), společně s jejím průzkumným praporem.
Protipartyzánský výcvik probíhal v maďarské Bačce. Jelikož v září 1944 Rudá armáda pronikla do jižního Maďarska, byl vydán požadavek, aby divize byla do konce září bojeschopná. To se nepodařilo, a tak padlo v říjnu 1944 rozhodnutí divizi „Kama“ zrušit a mužstvo použít k doplnění jiných divizí. Muslimové byli přeloženi k 13. Waffen-Gebirgs Division der SS „Handschar“ (kroatische Nr. 1) (velká část cestou dezertovala) a zbytek byl použit k vytvoření 33. Waffen-Kavallerie Division der SS (ungarische Nr. 3).
Divizní číslo 23 obdržela 23. SS-Freiwilligen Panzergrenadier Division „Nederland“.

## Velitelé
- SS-Standartenführer Helmuth Raithel (1. červenec 1944 – 28. září 1944)
- SS-Brigadeführer Gustav Lombard (28. září 1944 – 1. říjen 1944)

## Bojová struktura
- Waffen-Gebirgsjäger-Regiment der SS 55 (kroatische Nr. 3) (55. chorvatský pluk horských myslivců SS)
- Waffen-Gebirgsjäger Regiment der SS 56 (kroatische Nr. 4) (56. chorvatský pluk horských myslivců SS)
- Waffen-Gebirgs Artillerie Regiment der SS 23 (23. horský dělostřelecký pluk SS)
- SS-Aufklärungs-Abteilung 23 (23. průzkumný prapor SS)
- SS-Flak-Abteilung 23 (23. protiletadlový oddíl SS)
- SS-Panzerjäger-Abteilung 23 (23. oddíl stíhačů tanků SS)
- SS-Nachshub-Abteilung 23 (23. zásobovací oddíl SS)
- SS-Pionier-Bataillon 23 (23. ženijní prapor SS)
- SS-Nachrichten-Abteilung 23 (23. zpravodajský oddíl SS)
- SS-Feldlazarett 23 (23. polní nemocnice SS)
- SS-Feldersatz-Bataillon 23 (23. záložní prapor SS)
- SS-Sanitäts-Abteilung 23 (23. sanitní oddíl SS)
- SS-Verwaltungs-Abteilung 23 (23. správní oddíl SS)
- Divisionseinheiten 23 (23. divizní jednotky)

## Početní stavy divize
| Měsíc | Rok  | Počet |
| Leden | 1944 | 2199  |
| září  | 1944 | 3793  |

## Válečné zločiny
23. Waffen-Gebirgs Division der SS „Kama“ (kroatische Nr. 2) nespáchala žádné válečné zločiny.